# St. Jakobus (Hütten ZH)

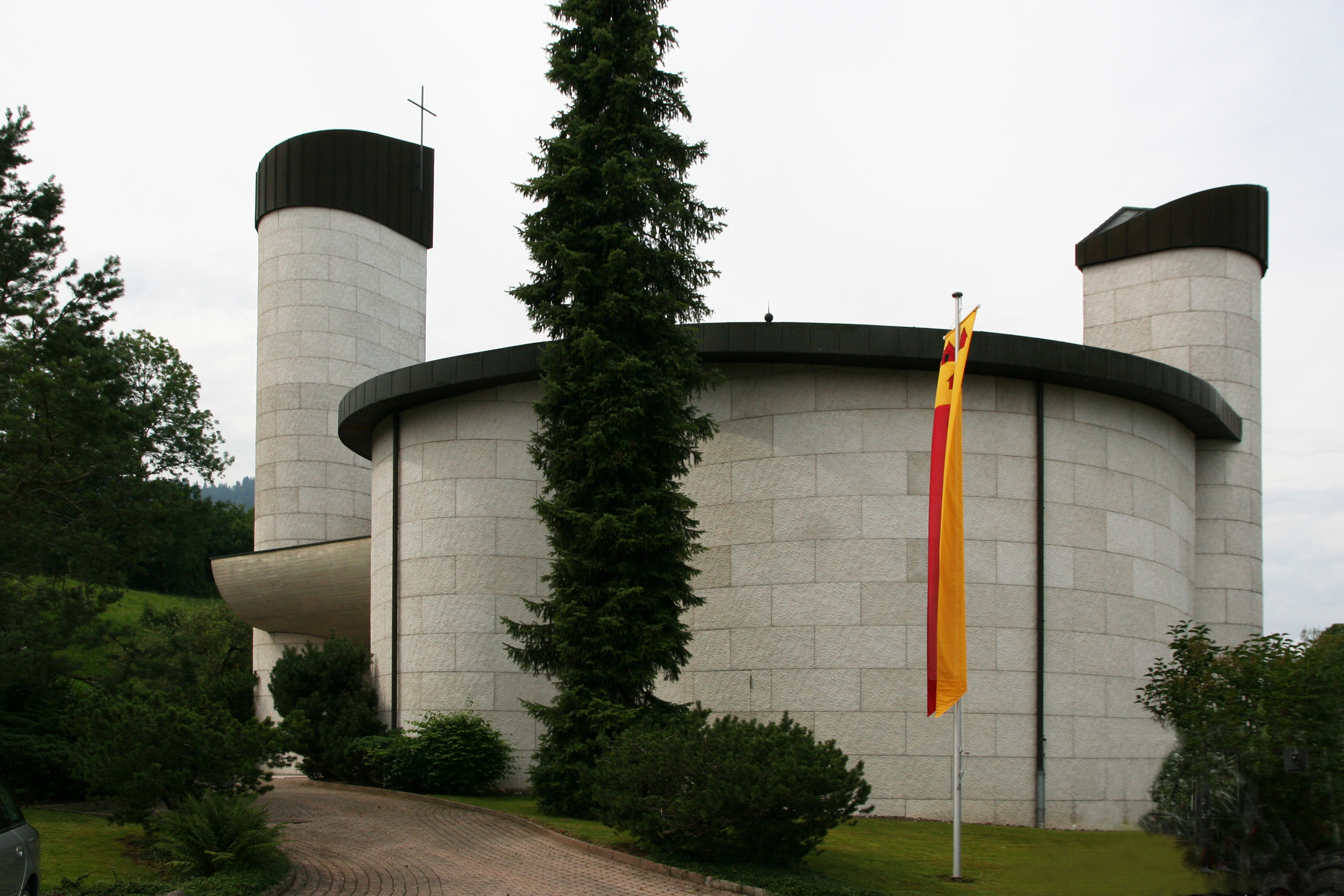
Kirche St. Jakobus

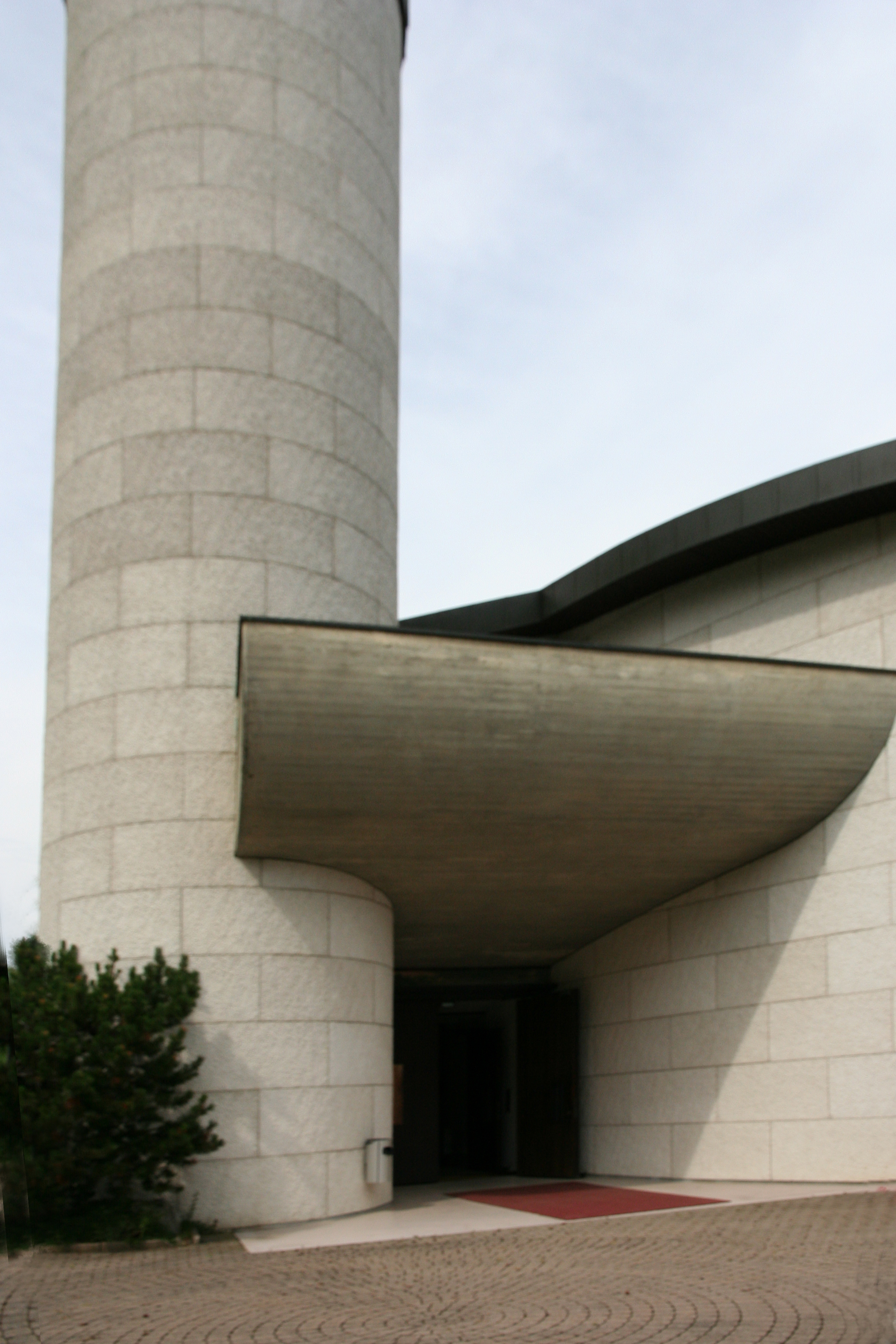
Eingangsportal

Die Kirche St. Jakobus ist die römisch-katholische Pfarrkirche von Hütten ZH im Kanton Zürich. Sie ist dem Hl. Jakobus dem Älteren geweiht.

## Geschichte

### Vorgeschichte
Das 1270 erstmals urkundlich erwähnte Dorf Hütten erhielt im Jahr 1287 durch eine Stiftung eine Sankt Jakobs-Kapelle, welche eine Filiale der Mutterkirche St. Martin in Richterswil war. Der dortige Pfarrer las wöchentlich eine Hl. Messe in der Kapelle von Hütten. Im Jahr 1549 wurde die Johanniterkommende Wädenswil, zu der das Gebiet der heutigen Gemeinden Wädenswil, Richterswil, Uetikon am See und einen Teil von Hirzel gehörten, an die Stadt Zürich verkauft. Da in Zürich ab dem Jahr 1523 die Reformation durchgeführt wurde, mussten auch die Bewohner von Hütten zum reformierten Glauben übertreten. Die Kapelle wurde fortan für reformierte Gottesdienste verwendet. Das Toleranzedikt von 1807 erlaubte erstmals seit der Reformation wieder die Feier von katholischen Gottesdiensten, allerdings nur in der Stadt Zürich. Die Niederlassungs- und Religionsfreiheit der Helvetischen Republik und ab 1848 des schweizerischen Bundesstaates ermöglichten es den Katholiken aus der Zentral- und Ostschweiz, aber auch aus dem nahen Ausland, sich im Kanton Zürich anzusiedeln und hier Arbeit zu finden. Erste Katholiken zogen bereits im 19. Jahrhundert nach Hütten. Die Volkszählung von 1850 ergab 690 reformierte und 28 katholische Einwohner in Hütten. Ab 1881 hatten sie die Möglichkeit, in Wädenswil katholische Gottesdienste zu besuchen. Bis 1924 gehörten Schönenberg, Hirzel und Hütten zur Pfarrei von Wädenswil und wurden dann als eigenständige Pfarrei von Wädenswil abgetrennt. Ab 1922 konnten die Katholiken von Hütten im benachbarten Schönenberg in der neu errichteten Kirche Heilige Familie den Gottesdienst besuchen.

### Entstehungs- und Baugeschichte
Im März 1961 fand in der alten Garage der Sägerei Kälin und Müller die erste katholische Messfeier seit der Reformation statt. Das Lokal war jedoch rasch zu klein, sodass der Wunsch nach einer eigenen katholischen Kirche in Hütten entstand. Die öffentlich-rechtliche Anerkennung der katholischen Kirche im Kanton Zürich im Jahr 1963 hatte zur Folge, dass Steuern eingetrieben werden konnten. So war es möglich, in Hütten den Bau einer katholischen Kirche zu realisieren. Ein erstes Projekt war abgelehnt worden. Das zweite Projekt, das von Architekt Kurt Federer, Rapperswil stammte, wurde dagegen angenommen und baulich umgesetzt. Am 27. Juli 1969 wurde die neu erbaute Kirche St. Jakobus durch den Bischof von Basel, Anton Hänggi eingeweiht. Ihr Patrozinium erinnert an die mittelalterliche St. Jakobskapelle von Hütten. Da die Beton-Konstruktion der katholischen Kirche schon nach wenigen Jahren bauliche Mängel aufwies und das Flachdach Wasser in die Kirche eindringen liess, musste nach einer Lösung gesucht werden. Die Kirche wurde 1983–84 nach Plänen des Architekten Adelbert Stähli, Lachen SZ einer Generalsanierung unterzogen, wobei das Gebäude mit einer zweiten Hülle umgeben und die Dächer mit neuen Dachaufbauten vor der Witterung geschützt wurde.
Die Pfarrei Hirzel-Schönenberg-Hütten wurde im Rahmen des Anschlusses der Dörfer an die Gemeinden Horgen und Wädenswil ebenfalls aufgeteilt. Per 1. Januar 2020 ist die Kirchgemeinde Horgen auch für die Kirche St. Antonius (Hirzel) zuständig, während die Kirchgemeinde Wädenswil für die Kirchen Hl. Familie Schönenberg und St. Jakobus Hütten verantwortlich ist. Mit ihren 6'472 Mitgliedern (Stand 2021) ist die Kirchgemeinde Wädenswil eine der grösseren katholischen Kirchgemeinden des Kantons Zürich.

## Baubeschreibung

### Kirchturm und Äusseres

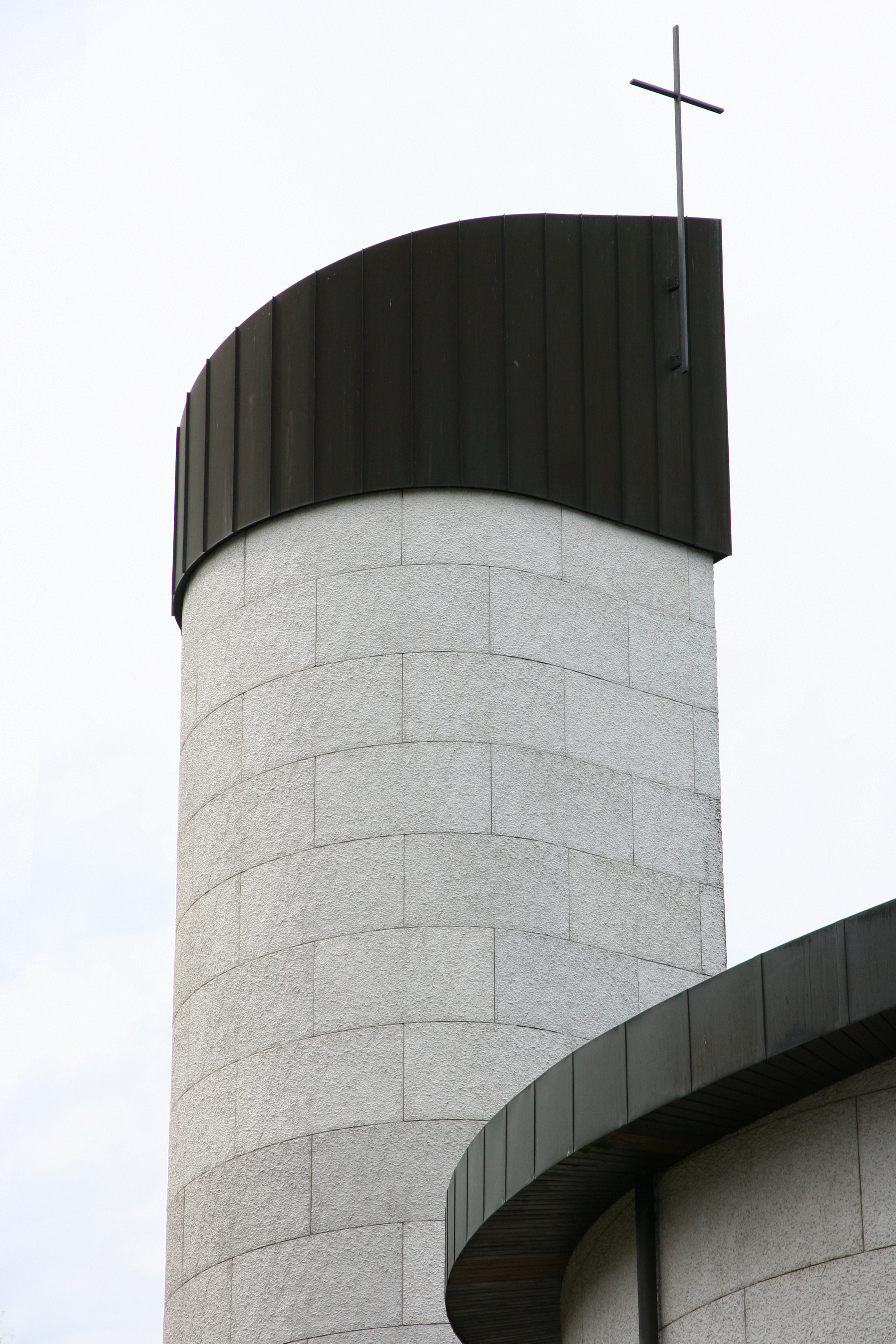
Kirchturm

Die Kirche St. Jakobus ist ein moderner Rundbau mit zwei Türmen, der sich mit seinen wuchtigen Formen in die Hügellandschaft von Hütten anpasst. Ihre Formensprache nimmt Bezug auf die Kirche Notre-Dame-du-Haut de Ronchamp von Le Corbusier. Im Hauptturm der Kirche hängen drei Glocken, die am 30. November 1968 von der Glockengiesserei Emil Eschmann, Rickenbach bei Wil SG gegossen wurden. Sie wurden am 13. Juli 1969 geweiht und am folgenden Tag in den Turm aufgezogen.
| Nummer | Gewicht | Ton  | Widmung            | Inschrift |
| ------ | ------- | ---- | ------------------ | --- |
| 1      | 887 kg  | fis1 | Jakobus der Ältere | Der hl. Jakobus hat in seinem Siegestode den Kelch des Herrn getrunken. Kraft in der Not, im Hunger, in der Hoffnung, in der Trauer. |
| 2      | 573 kg  | a1   | Muttergottes       | Hoch preist meine Seele den Herrn, mein Heil; mein Geist frohlockt in Gott, meinem Retter. Liebe, Friede, Freude, Güte.              |
| 3      | 386 kg  | h1   | Schutzengel        | Ehre sei Gott in der Höhe und auf Erden Friede den Menschen, die guten Willens sind. Verantwortung, Gewissen, Toleranz, Ehrfurcht.   |

### Innenraum und künstlerische Ausstattung

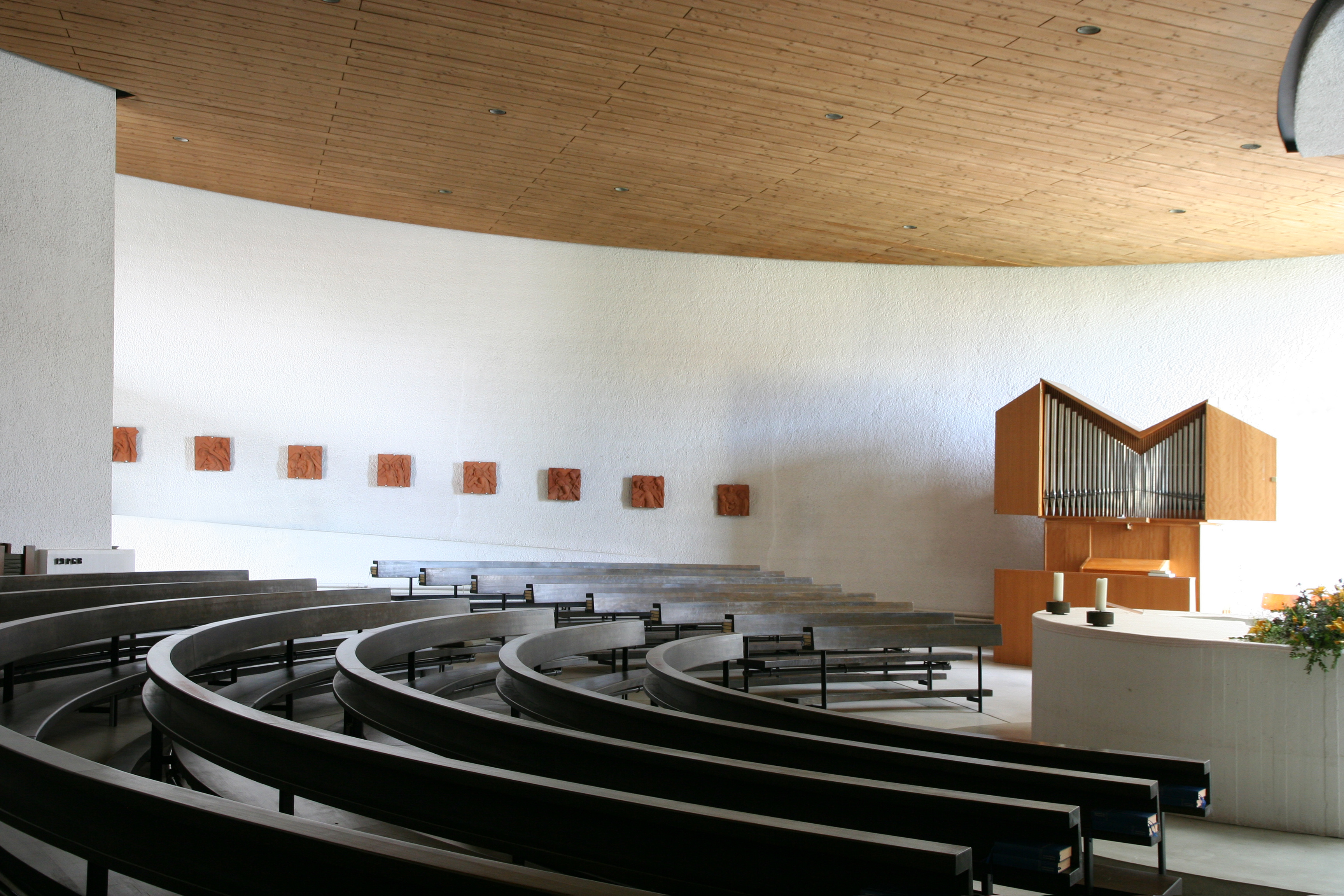
Innenansicht

Die Kirche ist ein schlichter Rundbau. Im Zentrum des Gotteshauses steht ein wuchtiger Altar aus Beton, um den sich halbkreisförmig die Gemeinde versammelt. Diese Gestaltung setzt die zur Erbauungszeit neuen liturgischen Vorgaben des Zweiten Vatikanums um, nach denen sich die Gemeinde als Gemeinschaft um den Altar versammeln solle. Die Decke des Kirchenraums ist mit naturbelassenem Holz verkleidet. Über dem Altarraum befindet sich ein Lichtschacht, der das Tageslicht auf den Altar leitet und dadurch dessen Bedeutung als Mitte der Gemeinde unterstreicht. Ungewöhnlich ist die Gestaltung des Tabernakels als Kugel. Der Kreis ist Sinnbild für das Göttliche, die Kugel dessen Perfektion. Der Tabernakelsockel wie auch der Altar nehmen die Rundform des Tabernakels auf und leiten damit zu den Rundformen des ganzen Kirchengebäudes über. Neben dem Tabernakel findet sich ein Fensterschlitz, der mit einem Glasfenster von Ferdinand Gehr ausgestaltet wurde. Zur weiteren Kirchenausstattung gehören ein gotisches Kreuz und eine Marienstatue, beide unbekannter Herkunft.

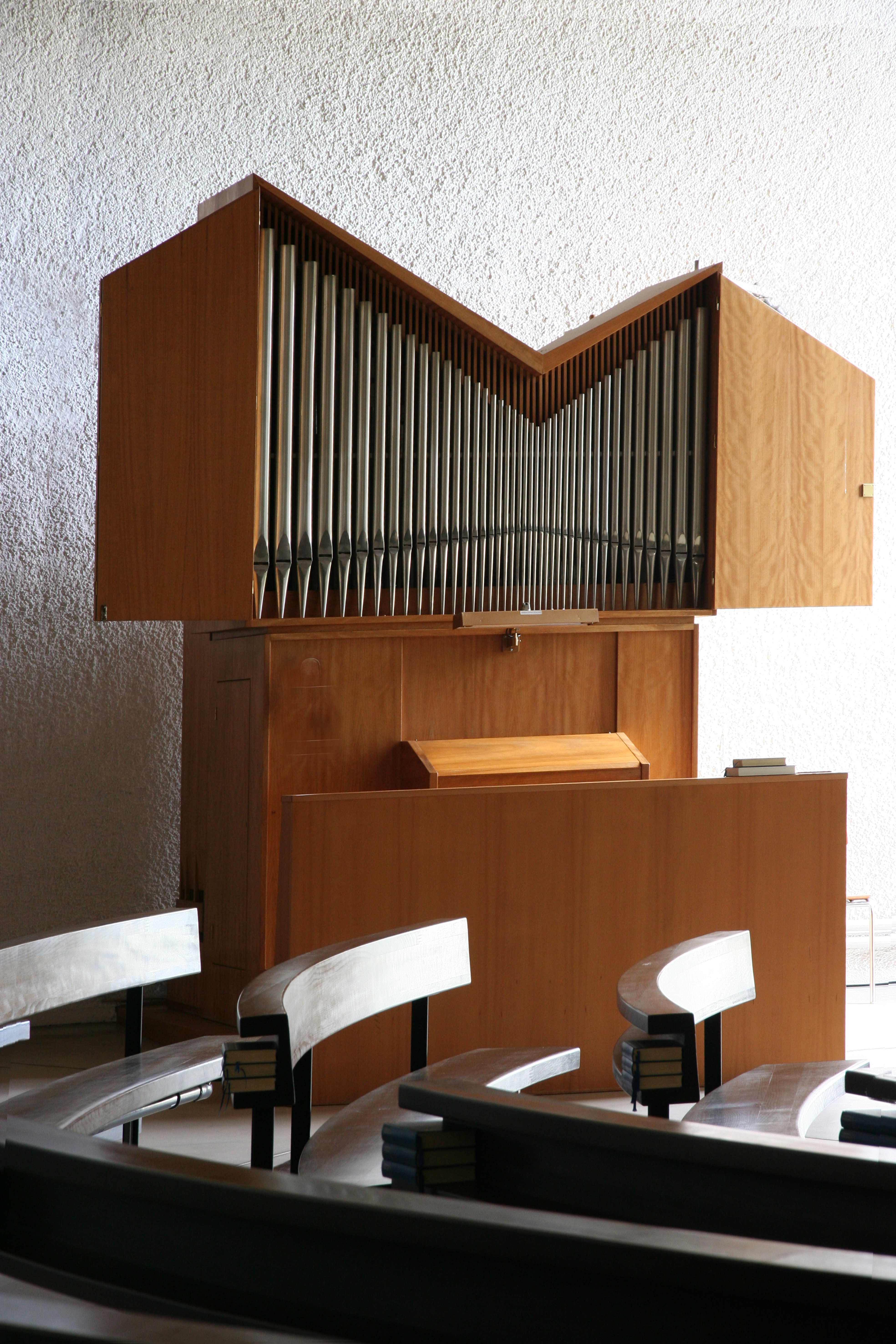
Orgel

## Orgel
Eine österreichische Orgelbaufirma erstellte um das Jahr 1974 die mechanische Orgel der Kirche.
| I Manual      |    |
| Metallgedeckt | 8′ |
| Prinzipal     | 4′ |
| Mixtur II–III |    |
| Rohrschalmey  | 8′ |

| II Manual |       |
| Gemshorn  | 8′    |
| Rohrflöte | 4′    |
| Feldflöte | 2′    |
| Quinte    | 1 ⁄3′ |

| Pedal C–d1 |     |
| Subbass    | 16′ |
| Gedackt    | 8′  |

- Koppeln: II/I, I/P, II/P